# Акация мутовчатая
Ака́ция муто́вчатая (лат. Acacia verticillata) — вид растений из рода Акация (Acacia) семейства Бобовые (Fabaceae).

## Синонимы
- Acacia verticillata Benth.
- Acacia verticillata (L'Her.) Willd. var. angusta DC.
- Acacia verticillata (L'Her.) Willd. var. glabra DC.
- Mimosa verticillata L'Her. basionym
- Phyllodoce verticillata (L'Her.) Link
- Racosperma verticillatum (L'Her.) C. Mart.[1]

## Ботаническое описание
Акация мутовчатая — дерево, внешне очень похожее на небольшой кустарник с тонкими ветвями и по этой причине иногда причисляемое к кустарникам.
Цветки растения светло-жёлтого цвета, в коротких колосовидных соцветиях от 1,5 до 2,5 см. Цветение акации мутовчатой наступает в марте — апреле.

## Распространение
Акация мутовчатая встречается в Австралии. Она растёт во влажных местах в подлеске эвкалиптовых лесов в штатах Южная Австралия, Новый Южный Уэльс и Тасмания.